# I Want Candy (film)
I Want Candy är en brittisk komedi från 2007 och i regi av Stephen Surjik. Rollbesättningen inkluderar Tom Riley, Tom Burke och Carmen Electra. Filmen spelades in med en låg budget i västra London, i Ealing Studios, men upptogs av Buena Vista Distribution för en bredare nationell utgivning. 
"I Want Candy" är även titeln på en sång skriven och ursprungligen inspelad av The Strangeloves 1965. Melanie Chisholm gjorde en cover av låten till filmen. 

## Rollista (i urval)
- Tom Riley – Joe Clarke
- Tom Burke – John "Baggy" Bagley
- Carmen Electra – Candy Fiveways
- Eddie Marsan – Doug
- Michelle Ryan – Lila Owens
- Mackenzie Crook – Dulberg
- Felicity Montagu – Mamma
- Philip Jackson – Pappa
- Jimmy Carr – Videobutik Grabben
- John Standing – Michael de Vere